# Atopsyche misionensis
Atopsyche misionensis är en nattsländeart som beskrevs av Oliver S. Flint Jr. 1983. Atopsyche misionensis ingår i släktet Atopsyche och familjen Hydrobiosidae. Inga underarter finns listade i Catalogue of Life.